# Faas Wijn
Faas Wijn (Amsterdam, 15 mei 1999) is een Nederlands acteur.
Zijn eerste rol speelde hij in 2010 in een korte film van Mirjam de With.
Hij was in 2012 te zien in de film Tony 10, waarin hij de rol van Tony vertolkte naast onder anderen Rifka Lodeizen, Jeroen Spitzenberger, Anna Drijver, Carlo Boszhard en Annet Malherbe. Tony 10 ging op 15 februari 2012 in première en werd genomineerd voor beste film op Cinekid in 2012.
In 2012 speelde hij ook de rol van Vincent in de film De groeten van Mike!. De groeten van Mike! ging op 8 december 2012 in voorpremière.
In 2014 was hij een van de jonge acteurs die meespeelde in het televisieprogramma van de Humanistische Omroep De vloer op jr.
In 2014 sprak Wijn de Nederlandse stem in van het personage Hiro Hamada in de film Big Hero 6, die begin 2015 uitkwam. In 2022 sprak Wijn de stem van Hiro Hamada opnieuw in voor de televisieserie Baymax! op Disney+.

## Filmografie
- Gemeinsame Normdatei: 1035512181
- Virtual International Authority File: 303687307
- WorldCat: E39PBJj4qmh7bjCWjrFjRwdG73